# Střepy snů
Střepy snů jsou původní česká vyprávěcí hra (RPG), vydaná v červenci 2009 Matoušem Ježkem. Hra se na rozdíl od většiny ostatních běžně dostupných stolních RPG na českém trhu (např. Dračí doupě) zaměřuje více na psychologii postav a jejich postavení v příběhu.

## Základní principy
Střepy snů patří do rodiny tzv. stolních rolových či vyprávěcích her (nebo také her na hrdiny), ve kterých hráči přebírají úlohu fiktivní postavy a společným vyprávěním, usměrňovaným pravidly hry, společně vytvářejí příběh o těchto postavách. Jeden z hráčů pak zastává roli tzv. vypravěče, který řídí a popisuje okolí postav ostatních hráčů a klade jim do cesty v zájmu příběhu překážky. Střepy snů se zaměřují na cíle a sny hráčských postav, z nichž by měl příběh vycházet, a herními mechanismy se snaží také podpořit jejich psychologii.
Hra se podle autorů snaží postihnout a podpořit filmovou atmosféru rozvíjeného příběhu, hráči v rolích postav mohou dělat prakticky vše, včetně běžně nemožných věcí, důležité má být spíše vyznění jejich činů pro celkový příběh. Střepy snů nejsou zaměřeny na konkrétní žánr nebo prostředí, ty si vybírají hráči společně před hrou.

## RPG systém
Pravidla Střepů snů jsou univerzální, tedy nejsou zaměřena na konkrétní prostředí. Příběh staví více na osobních cílech ("snech") postav, než na vypravěčem předem připraveném scénáři. Vypravěč tak klade postavám do cesty překážky na cestě k jejich cílům a zájmem hráče je postavě pomáhat překážky překonávat a dosahovat cílů postavy. Systém staví na principu tzv. sázky, kdy se hráči "vsadí" o to, kterým směrem se bude příběh dále ubírat. Tím, že hráči využívají systémových možností, jak zvýšit šance na úspěch, se zvyšuje riziko pro postavu v případě neúspěchu.
Pravidla nepopisují postavu pomocí objektivních charakteristik, ale pomocí tzv. rolí. Postavy pak nemají charakteristiky jako "síla" nebo "inteligence", ale roli, kterou v příběhu zastávají – např. voják, dobrák, nebo zrádce. Systém se také snaží podporovat psychologii postav pomocí "hodnot", které postava zastává, a "šrámů", což jsou strachy, bolesti a zlozvyky postavy.
Celá hra je obsažena v jediné knize, která popisuje pravidla hry i doprovodné texty, včetně návodů, jak hrát. Ke hře jsou potřeba pouze obyčejné šestistěnné kostky, je jich však potřeba poměrně velké množství (alespoň 10-15).

## Vývoj
Vývoj hry začal už v létě roku 2007, kdy se Matouš Ježek (autor Bestiáře pro Dračí doupě Plus) a Pavel Kechajov rozhodli vytvořit hru s atmosférou filmových příběhů a pravidly tuto atmosféru podporujícími. Ilustrace pro hotovou knihu měl dělat Michal Ivan. Asi po roce Kechajov z týmu z časových důvodů odešel a ve stejné době ho nahradil Peter Kopáč, který prováděl především matematickou analýzu systému.
Vývoj hry byl oficiálně oznámen 16. prosince 2007 společně se spuštěním oficiálních stránek hry. Začátkem května 2009 dali autoři k dispozici tzv. Střepy snů LITE, volně dostupnou zkušební verzi hry se zjednodušenými pravidly a osekanou o většinu doprovodných textů. Ježek společně s Kopáčem vývoj dokončil v červnu 2009 a Střepy snů vyšly v ohlášeném termínu 15. července 2009 s ilustracemi Michala Ivana, Petra Motejzíka a Tomáše Flaka.